# Queanbeyan (rivière)
Pour les articles homonymes, voir Queanbeyan (homonymie).
La Queanbeyan est une rivière de Nouvelle-Galles du Sud et du Territoire de la capitale australienne en Australie et un sous-affluent du Murray par le Molonglo et le Murrumbidgee.

## Géographie
D'une longueur de 104 km, elle prend sa source à environ 70 kilomètres à l'est-sud-est de Queanbeyan près du village de Jerangle et se jette dans la Molonglo à Oaks Estate, à son entrée dans le Territoire de la capitale australienne.
Son cours est entravé par le barrage de Googong Dam, à 5 kilomètres de Queanbeyan qui permet d'alimenter en eau les villes de Canberra et Queanbeyan.
Ses principaux affluents sont (d'aval en amont) : Burra, Urialla, Tinderry, Ballinafad, Groggy, Woolpack, Sherlock, Lyons, Towneys et Mile Creeks. Ces affluents sont tous en amont du barrage de Googong.

## Écologie
On peut voir facilement des kangourous (notamment des kangourous géants) et des wombats paitre le long de la rivière. Il est beaucoup plus difficile de voir des ornithorynques.